# Copa de España 2021-2022 (calcio a 5)
La Copa de España 2021-2022 è stata la 33ª edizione assoluta della manifestazione disputata con la formula final eight e si è disputata dal 31 marzo al 3 aprile 2022.

## Formula
Il torneo si svolge con gare a eliminazione diretta di sola andata. La formula prevede che nei quarti e nelle semifinali, in caso di parità dopo i tempi regolamentari, la vittoria sia determinata direttamente dai tiri di rigore. Nella finale, in caso di parità dopo 40', si svolgono due tempi supplementari di 3 minuti ciascuno. In caso di ulteriore parità al termine degli stessi, la vincitrice è determinata mediante i tiri di rigore.

## Squadre qualificate
Sono iscritte d'ufficio le società classificatesi ai primi otto posti del girone di andata della Primera División.
| Squadre |               |   |                |
| 1       | Barcellona    | 5 | Jaén           |
| 2       | Valdepeñas    | 6 | Palma          |
| 3       | Cartagena     | 7 | Ribera Navarra |
| 4       | ElPozo Murcia | 8 | Inter          |

## Tabellone
Gli accoppiamenti sono stati determinati tramite sorteggio, che si è tenuto il 9 marzo 2022. Gli incontri si sono svolti dal 31 marzo al 3 aprile 2022 presso l'Olivo Arena di Jaén.
|  | Quarti di finale | Quarti di finale | Quarti di finale |               |                  | Semifinali       | Semifinali | Semifinali |  |  | Finale | Finale | Finale |  |
|  |                  |                  |                  |               |                  |                  |            |            |  |  |        |        |        |  |
|  | 8                | Inter            | 5                |               |                  |                  |            |            |  |  |        |        |        |  |
|  | 8                | Inter            | 5                |               |                  |                  |            |            |  |  |        |        |        |  |
|  | 6                | Palma            | 4                |               |                  |                  |            |            |  |  |        |        |        |  |
|  | 6                | Palma            | 4                |               | Inter            | Inter            | 4          |            |  |  |        |        |        |  |
|  |                  |                  |                  |               | Inter            | Inter            | 4          |            |  |  |        |        |        |  |
|  |                  |                  | Barcellona       | Barcellona    | 6                |                  |            |            |  |  |        |        |        |  |
|  | 1                | Barcellona       | Barcellona       | Barcellona    | 6                | 3                |            |            |  |  |        |        |        |  |
|  | 1                | Barcellona       |                  |               |                  |                  |            |            |  |  |        |        |        |  |
|  | 3                | Cartagena        | 1                |               |                  |                  |            |            |  |  |        |        |        |  |
|  | 3                | Cartagena        | 1                |               | Barcellona (dtr) | Barcellona (dtr) | 3 (7)      |            |  |  |        |        |        |  |
|  |                  |                  |                  |               |                  |                  |            |            |  |  |        |        |        |  |
|  |                  |                  | ElPozo Murcia    | ElPozo Murcia | 3 (6)            |                  |            |            |  |  |        |        |        |  |
|  | 7                | Ribera Navarra   | ElPozo Murcia    | ElPozo Murcia | 3 (6)            | 2                |            |            |  |  |        |        |        |  |
|  | 7                | Ribera Navarra   |                  |               |                  |                  |            |            |  |  |        |        |        |  |
|  | 4                | ElPozo Murcia    | 4                |               |                  |                  |            |            |  |  |        |        |        |  |
|  | 4                | ElPozo Murcia    | 4                |               | ElPozo Murcia    | ElPozo Murcia    | 5          |            |  |  |        |        |        |  |
|  |                  |                  |                  |               | ElPozo Murcia    | ElPozo Murcia    | 5          |            |  |  |        |        |        |  |
|  |                  |                  | Valdepeñas       | Valdepeñas    | 2                |                  |            |            |  |  |        |        |        |  |
|  | 2                | Valdepeñas (dtr) | Valdepeñas       | Valdepeñas    | 2                | 4 (4)            |            |            |  |  |        |        |        |  |
|  | 2                | Valdepeñas (dtr) |                  |               |                  |                  |            |            |  |  |        |        |        |  |
|  | 5                | Jaén             | 4 (3)            |               |                  |                  |            |            |  |  |        |        |        |  |

## Risultati

### Quarti di finale
| Arbitri: | Martínez Flores Moreno Reina |

|                                            |           |                                             |
| Pacheco 2’, 3’ Cecilio 7’, 20’ Saldise 17’ | Marcatori | 15’, 27’ D. Nunes 31’ Gordillo 38’ De Matos |

| Arbitri: | Cordero Gallardo Carrillo Arroyo |

|                                     |           |           |
| Povill 28’ Lozano 35’ A. Coelho 39’ | Marcatori | 40’ Motta |

| Arbitri: | Carreira Romero Ferrero Carballal |

|                         |           |                                          |
| David 18’ Prestjord 37’ | Marcatori | 2’ Aguilera 6’, 28’ Taynan 20’ R. Santos |

| Arbitri: | Navarro Liza Sarabia Eguiluz |

|                                                    |                      |                                                      |
| Lemine 1’ Rato 5’ S. González 23’ I. Fernández 35’ | Marcatori            | 11’ Maurício 16’ César 19’ (t.l.) Carlitos 30’ Pérez |
| Nano Humberto Bateria Lolo                         | Tiri di rigore 4 – 3 | Maurício Carlitos César Mancha Petry                 |

### Semifinali
| Arbitri: | Martínez Flores Sánchez-Molina Tapiador |

|                                                  |           |                                               |
| Cecilio 3’ Saldise 5’ Pacheco 14’ Guilhermão 39’ | Marcatori | 11’, 25’, 37’ Lozano 18’, 37’ Pito 21’ Povill |

| Arbitri: | Cordero Gallardo Carrillo Arroyo |

|                                                         |           |                                     |
| Gadeia 18’ (t.l.), 28’ Taynan 26’ Gil 36’ A. García 38’ | Marcatori | 27’ (rig.) Bateria 37’ I. Fernández |

### Finale
| Arbitri: | Felipe Madorrán Urdanoz Apezteguia |

|                                                                 |                      |                                                                |
| A. Fernández 16’ Taynan 37’ (aut.) Pito 45’                     | Marcatori            | 32’ R. Santos 33’ Taynan 45’ Gil                               |
| Lozano A. Coelho Matheus Dyego Pito Ortiz A. Fernández Marcênio | Tiri di rigore 7 – 6 | Gadeia Aguilera R. Santos Gil Taynan F. Valério A. García Rosa |